# اشتون-آندر-لاین
latitudeاشتون-آندر-لاینlongitudeاشتون-آندر-لاین
اشتون-آندر-لاین (به انگلیسی: Ashton-under-Lyne) یک منطقهٔ مسکونی در انگلستان است که در شمال غربی انگلستان واقع شده‌است.

## خصوصیات
اشتون-آندر-لین ۴۳٬۲۳۶ نفر جمعیت دارد.